# Cyriakusstift Eschwege
Koordinaten: 51° 11′ 18″ N, 10° 3′ 30″ O
Das Cyriakusstift Eschwege in der nordhessischen Stadt Eschwege mit dem Patrozinium des St. Cyriakus wurde um 1000 gegründet. Das Frauenstift gehörte zeitweise zum Stift Gandersheim und zum Bistum Speyer, ehe es vom 13. Jahrhundert bis zur Säkularisation im Zuge der Reformation 1547 ein Reichsstift war.

## Geschichte
An der Stelle des späteren Stifts wurde 973/74 ein Königshof  erstmals erwähnt, den Kaiser Otto II. den Hof seiner Frau Theophanu zu Eigen schenkte. Otto III. überließ seiner Schwester Sophia auf Wunsch von Theophanu 994 den Besitz. Dieser Hof bildete die materielle Basis für das von Sophia möglicherweise während des Hoftages von 997 gegründete Kanonissenstift. Sophia war Eigenherrin des Stifts ("constructrix et procuratrix").
Das Stift kam spätestens 1039, beim Tode Sophias, an das Stift Gandersheim. Heinrich IV. übertrug es 1075 an das Hochstift Speyer. Der Bischof erhielt das Recht, die gewählte Äbtissin einzusetzen.
Im Jahr 1188 stritten die Äbtissin Gertrud mit dem Vogt des Klosters, Ludwig von Lohra, um Marktrechte, Münzrecht und Gerichtsbarkeit. Friedrich I. entschied, dass die Äbtissin Markt, Marktzoll und Münze erhalten sollte, die Blutgerichtsbarkeit fiel an den Grafen, da geistliche Herren diese nicht ausüben durften.
Im Jahr 1217 kam das Stift zurück an das Reich. Die Äbtissin Cunegundis überließ 1278 den Augustinern ein Grundstück für ein Kloster. Zwischen dem Stift und den Landgrafen von Hessen, die inzwischen im Besitz der Stadt Eschwege waren, kam es Ende des 13. Jahrhunderts zum Streit, und die Ministeriale des Landgrafen versuchten, Stiftsbesitzungen und Rechte an Hessen zu bringen.
Während der langen Amtszeit der Äbtissin Elisabeth von Wallenstein von 1333 bis 1362 erlebte das Stift einen Höhepunkt seiner Bedeutung. In dieser Zeit kamen durch Schenkungen, Kauf und Pfandschaften eine Reihe von Besitzungen an das Stift. Diese ökonomische Hochphase setzte sich auch unter der Nachfolgerin fort. Zur Zeit der Adelheid von Boyneburg-Hoenstein begann Ende des 14. Jahrhunderts jedoch ein Verfall. Erst Agnese von Wallenstein gelang es nach 1413, die wirtschaftlichen Verhältnisse noch einmal zu stabilisieren. Einen Tiefpunkt erlebte die Gemeinschaft während des langen Abbatiats der Agnes von Boyneburg-Hoenstein von 1471 bis 1504. Es gab keinen Vermögenszuwachs mehr durch Schenkungen, die Bindungen der Lehnsleute und Abgabenpflichtigen hatten sich gelockert, während sich die Versuche dritter mehrten, Stiftsrechte zu beanspruchen. Hinzu kam eine schlechte Verwaltung. Alles zusammen führte zu großen wirtschaftlichen Schwierigkeiten. Besitz mussten verpfändet oder verkauft werden. Schließlich resignierte Agnes ihrer Würde als Äbtissin.
Nicht nur die wirtschaftlichen Verhältnisse hatten sich verschlechtert, auch die klösterliche Disziplin hatte sich gelockert. Beeinflusst von der Bursfelder Kongregation versuchte Landgraf Ludwig I., auch das Cyriakusstift zu reformieren. Die neue Äbtissin kam 1504 mit Benedicta von Glune von außen. In dieser Zeit wurden die Rechte der Äbtissin eingeschränkt. Großen Einfluss auch auf die inneren Angelegenheiten hatte nun der Abt des Klosters Breitenau. Ein Abgesandter von Breitenau amtierte seither als Propst im Stift, mit erheblichen Befugnissen nicht nur als Beichtvater, sondern auch in weltlichen Angelegenheiten.
Dieser letzte Reformversuch hatte keinen nachhaltigen Erfolg. Die Stiftsschule ging ein, weiterer Besitz ging verloren, Lehnsleute versuchten sich ihren Verpflichtungen zu entziehen, und kostspielige Prozesse belasteten die Gemeinschaft. Auch die Versuche der Landgrafen, die Gemeinschaft zu unterstützen, halfen kaum noch. Unter Catharina von Affeln (1523–1527) verbesserte sich die Lage nicht. Nach der Einführung der Reformation in Hessen durch Landgraf Philipp I. im Jahre 1526 wurde das Stift 1527 säkularisiert. Die Stiftsdamen wurden finanziell abgefunden, und die Besitzungen gingen in landgräflichen Besitz über.

## Strukturen

### Äbtissin und Konvent
Das Stift lag auf dem Cyriakusberg im Norden der Stadt Eschwege. Die Regeln entsprachen denen in Gandersheim und Quedlinburg. Die Stiftsdamen kamen aus adeligen Familien der Umgebung. Die Zahl der Kanonissen änderte sich im Lauf der Zeit. Wegen schlechter Einkünfte der Gemeinschaft beschränkte der Mainzer Erzbischof in der Mitte des 14. Jahrhunderts ihre Zahl auf sechzehn. Bei der Aufhebung im Jahre 1527 betrug ihre Zahl zwanzig. Die Kanonissen brachten bei ihrem Eintritt in das Stift eine Mitgift mit. Später erhielten sie Einkünfte aus ihren Pfründen. Sie lebten in der Gemeinschaft zusammen, durften aber Eigentum besitzen.
An der Spitze stand die Äbtissin. Sie wurde vom Konvent gewählt. Meist waren dabei die zum Stift gehörenden Geistlichen anwesend. Bestätigt wurde ihre Wahl (abgesehen von der Zeit, als das Stift zum Bistum Speyer gehörte) vom Mainzer Erzbischof. Die Äbtissin genoss große Vorrechte. Sie besaß das Patronatsrecht, besetzte die dem Stift unterstehenden Pfarreien, vergab die Lehen und stellte die Bediensteten an. Sie verfügte über einen besonderen Wohnsitz, hatte einen eigenen Haushalt und verfügte über besondere Einkünfte. Die Äbtissin führte ein eigenes Siegel, das meist auch ihr Familienwappen enthielt. Zwischen Äbtissin und Konvent kam es wegen wirtschaftlicher Fragen mehrfach zu Streit. 1413 kam es zu einem Vergleich, bei dem die Äbtissin dem Konvent eine Mühle abtreten musste. Der Konvent übernahm dafür eine Reihe von Verbindlichkeiten. Später nahm die Trennung von Stifts- und Äbtissinenvermögen ab.
Das nächstwichtigste Amt war zunächst das der Dechantin. An deren Stelle trat um 1500 eine Priorin. Darunter stand die Küsterin. Anfangs gab es ein eigenes Vermögen für die Küsterei; dies wurde später mit dem Stiftsvermögen zusammengelegt. Die Küsterin führte ein eigenes Siegel. Auch dieses Amt verlor um 1500 an Bedeutung. An seine Stelle traten eine Sacristana und eine Cantrix. Daneben gab es an Ämtern die Mühlmeisterin und die Kellnerin. Seit dem Anfang des 16. Jahrhunderts trat ein männlicher Propst hinzu.
Von den Stiftsbediensteten war der Schultheiß für die Rechtspflege zuständig. Ein Zöllner überwachte die Zolleinnahmen, und ein Stiftsvogt war für die wirtschaftlichen Belange zuständig. Bei schwerwiegenden Entscheidungen wurden die Stiftsgeschworenen, die Geistlichen und teilweise auch Vertreter des Landgrafen als Berater zugezogen.

### Besitzungen
Das Stift hatte das Patronatsrecht über sechzehn Pfarrkirchen und eine Reihe von Vikarsstellen und Altäre. Diese Rechte waren über ein Gebiet vom Eichsfeld und der Gegend um Mühlhausen bis in das Amt Sontra verteilt und gehörten wahrscheinlich zur materiellen Grundausstattung des Stifts.
Daneben verfügte das Stift auch über weltliche Lehen. Diese lagen ebenfalls im Eichsfeld, bei Mühlhausen und in den späteren Ämtern Wanfried, Eschwege und Sontra. Im Laufe der Zeit lockerte sich das Band zu den Vasallen, und diese vernachlässigten ihre Pflichten gegenüber dem Stift.
Dem Stift gehörte auch erheblicher direkter Besitz. Bedeutend war das Münz- und Zollrecht in Eschwege. Auch hatten die Hausbesitzer Abgaben zu zahlen. Im Laufe der Zeit versuchten die Vögte und später die Stadt, dem Stift diese Rechte streitig zu machen. Im 14. Jahrhundert trat das Stift die Münzrechte an die Stadt ab. Auch die richterlichen Rechte gingen in städtische Hände über. Auch die Zollrechte des Stifts wurden von städtischer Seite in Frage gestellt. Erst 1519 kam es zu einem Ausgleich. Ähnliches galt auch für eine Reihe von Mühlen. Diese gingen im 15. Jahrhundert an den Landgrafen gegen die Errichtung eines Jahreszinses über. Insgesamt war fast die gesamte Stadt Eschwege auf Stiftsbesitz errichtet. Auch besaß das Stift eine Fischerei, eine Schäferei und Einkünfte aus Wald, Gärten, Ackerland und Häusern. Der Ort Berneburg gehörte wohl zur ursprünglichen Ausstattung. Dort übte das Stift die Obrigkeit und das Gerichtsrecht, mit Ausnahme der Hochgerichtsbarkeit aus. Dort besaß das Stift zahlreiche Lehen und Zinsgüter. Besitz hatte es in verschiedenen anderen Orten.

### Vogtei
Die Schutzvogtei übten zunächst die Grafen von Bilstein als die Amtsgrafen der Germarmark aus. Später waren dies die Grafen von Lohra, dann die Landgrafen von Hessen. Diese übten großen Einfluss auch auf das innere Stiftsleben aus. So versuchte Ludwig I. 1455, das Stiftsleben zu reformieren. Um die Baulichkeiten zu erneuern, gewährte Ludwig II. 1466 einen Almosenbrief. Anfang des 16. Jahrhunderts veranlasste Wilhelm II. noch einmal einen Versuch, das Stiftsleben zu reformieren. Auch  Philipp der Großmütige setzte sich noch für die Interessen des Stifts ein, ehe er die Reformation in der Landgrafschaft einführte und die Klöster säkularisierte.

## Baulichkeiten
Das Stift befand sich auf dem Plateau des Cyriakusberges. Südlich lagen die Stiftsgebäude. Ein Kreuzgang verband diese mit der nördlich gelegenen Stiftskirche. Diese hatte im Westen zwei Türme. Den Haupteingang zierten Phantasiewesen. Bei der Belagerung der Stadt Eschwege durch den Herzog von Braunschweig im Jahr 1250 wurden ein Turm und ein Teil der Kirche abgebrochen, um die Steine für den Bau von Befestigungen zu verwenden. Kurze Zeit später wurde das Stift durch einen Brand stark in Mitleidenschaft gezogen. Zum Wiederaufbau gewährte Erzbischof Gerhard von Mainz denjenigen, die dazu beitragen würden, einen Ablass. Zwei Jahrhunderte später waren die Baulichkeiten verfallen und Ludwig von Hessen half mit einem Almosenbrief, um die Gläubigen zu Spenden für eine Wiederherstellung zu bewegen. Auch die Äbtissin bat alle frommen Christenleute um einen Beitrag. Zahlreiche Bischöfe beteiligten sich mit Ablassbriefen.
Die Stiftskirche hatte zwei Chöre. Einer war dem Konvent vorbehalten, der andere wurden von den Stiftsgeistlichen genutzt. Die Kirche verfügte über sechs Altäre. Mit der Kirche waren zwei Kapellen verbunden; die eine war dem Evangelisten Johannes und die anderen dem Heiligen Nikolaus geweiht. Zeitweise war die Kirche Ziel von Wallfahrten.
Nach der Aufhebung des Stifts wurden Teile der Baulichkeiten als Knabenschule, andere als Kornspeicher genutzt. Insgesamt verfielen die Gebäude immer mehr. Der Nordturm der Stiftskirche wurde 1636 durch ein Erdbeben zerstört. Der Südturm wurde 1637 durch einen Orkan beschädigt. Im Jahr 1735 wurde die Kirche zum großen Teil abgebrochen, um Steine für den Bau einer Schleuse an der Werra zu gewinnen. Länger existierte die Nikolauskapelle. Nach der Verlegung der Knabenschule 1822 dienten die noch vorhandenen ehemaligen Stiftsgebäude als Unterkunft für die Gendarmerie. Im Jahr 1828 wurde dieses Gebäude dann ebenfalls abgebrochen. Von den Baulichkeiten des Stifts ist heute lediglich der sogenannte Schwarze Turm oder Karlsturm am Sophienplatz erhalten. Er stellt den Rest des Südturms der Stiftskirche da.